# Anders Ehrenpohl
Anders Johansson Ehrenpohl, tidigare Pohl, född 24 november 1690 i Varbergs församling, Hallands län, död 29 september 1764 i Dagsås församling, Hallands län, var en svensk militär.

## Biografi
Anders Ehrenpohl föddes 1690 i Varberg. Han var son till pistolsmeden Johan Pohl i Varberg. Ehrenpohl blev 1712 furir vid Hallands infanteriregemente, 1713 förare, 1714 sergeant och 1715 fältväbel. Han blev 1 augusti 1716 kornett vid Skånska ståndsdragonregementet och blev 30 januari 1718 löjtnant vid äntergastregementet. Ehrenpohl blev 6 maj 1718 åter löjtnant vid Skånska ståndsdragonregementet med kaptens karaktärs avsked 1721. Han adlades 8 mars 1735 till Ehrenpohl och introducerades 1743 i Sveriges Riddarhus som nummer 1871. Ehrenpohl blev 6 januari 1746 kammarherre. Han avled 1764 på Ottersjö säteri och begravdes bredvid sin fru i Varbergs kyrka.

### Egendom
Ehrenpohl ägde Ottersjö säteri i Dagsås socken.

### Familj
Ehrenpohl gifte sig 1 december 1725 i Hinderstorp med Ulrika Juliana Rutensköld (1708–1784), dotter till översten Axel Rutensköld och Adolfina Johanna Fleetwood. De fick tillsammans barnen assessorn Johan Georg Ehrenpohl (1728–1789) i Göta hovrätt, Margareta Christina Ehrenpohl (1729–1800) som var gift med översten Niklas Didrik von Bauman, överstelöjtnanten Axel Ehrenpohl (1730–1780), Adolf Jakob Ehrenpohl (1732–1732), Ulrika Beata Ehrenpohl (1733–1802) som var gift med kaptenen Vilhelm Olof Muhl, domprosten Olof Ekebom i Göteborg och överstelöjtnanten Sven Mannerskantz, överstelöjtnanten Adolf Jakob Ehrenpohl (1734–1806), hovjunkaren Erasmus Anders Ehrenpohl (1736–1787), löjtnanten Carl Gustaf Ehrenpohl (1737–1789),Anna Lovisa Ehrenpohl (1739–1739), Fredrik Ehrenpohl (1740–1745), Eriik Ehrenpohl (1742–1747), Eva Charlotta Ehrenpohl (1744–1766), Fredrika Ehrenpohl (1746–1817) som var gift med häradshövdingen Joakim Petersson Wetterberg och Carolina Maria Ehrenpohl (1749–1826) som var gift med ryttmästaren Carl Gustaf Sparre.